# Crònica de Nuremberg

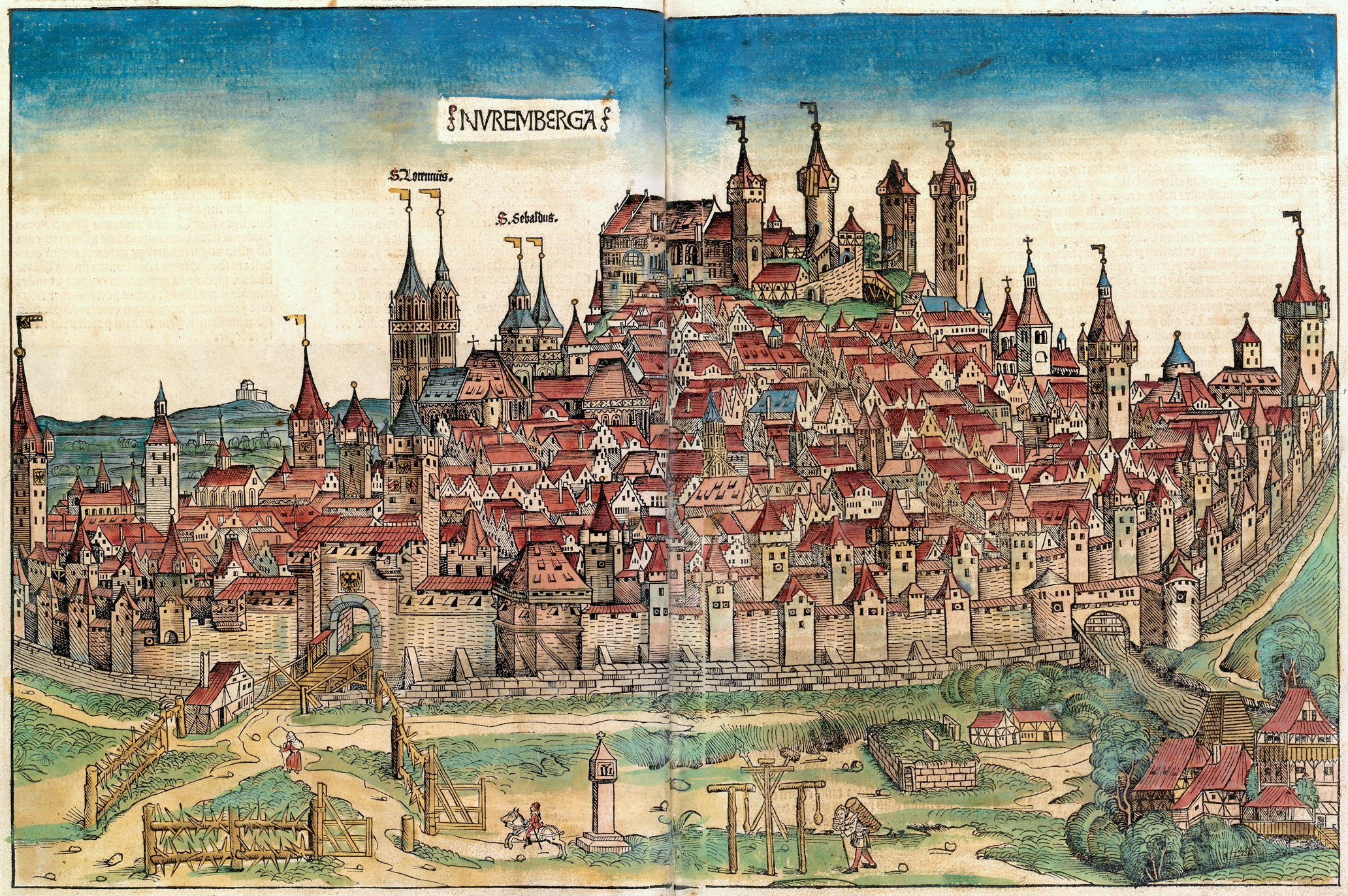
Portada de les Cròniques de Nuremberg

La Crònica de Nuremberg és una història universal il·lustrada. Pertany al gènere literari conegut com a bíblia versionada, és a dir, una Història del món que parteix de la història de la humanitat tal com és explicada a la Bíblia; a més, inclou la història de diverses ciutats de la civilització occidental. Va ser escrita en llatí per Hartmann Schedel, amb una versió traduïda en alemany per Georg Alt, que es va publicar el 1493. És considerat com un dels millors incunables amb un ús destacat de les il·lustracions, que en aquell temps eren molt valorades, tant per l'escassetat de llibres amb imatges com per la dificultat que comportava de fer-les.
Els professors de llatí s'hi referien com el Liber Chronicarum perquè és el que hi ha a la primera pàgina de l'índex en l'edició llatina. Els alemanys l'anomenen Die Schedelsche Weltchronik (La Història mundial de Schedel), però en altres llocs es coneix com les Cròniques de Nuremberg, perquè aquesta és la primera ciutat on es va publicar.

## Encàrrec del projecte
Dos mercaders, Sebald Schreyer (1446–1503) i el seu gendre Sebastian Kammermeister (1446–1520), van encomanar la versió en llatí i més tard la traducció. La feina de la traducció va ser confiada a George Alt (1450–1510), un escribà que treballava a la tresoreria de Nuremberg. Els dos llibres van ser enviats a la impremta d'Anton Koberger. Els encàrrecs van ser fets per escrit i es conserven als arxius històrics de la ciutat de Nuremberg. El primer document del contracte, datat el desembre de 1491, establia la relació entre els il·lustradors i els encarregats del projecte. Wolgemut i Pleydenwurff, els dibuixants, havien de fornir la base sobre la qual s'escrivien les Cròniques, després revisaven la producció de les gravadures en fusta i protegien els dissenys de possibles robatoris. Els promotors van acordar de donar un avançament de 1.000 gulden per a pagar el paper, despeses d'impressió i la venda i distribució del llibre. El març de 1492, es va escriure un segon contracte entre els promotors i l'editor. S'hi estipulaven les condicions per a adquirir paper i l'ús de la impremta. Els motlles i els arquètips havien de ser tornats als promotors un cop acabat el treball d'edició.

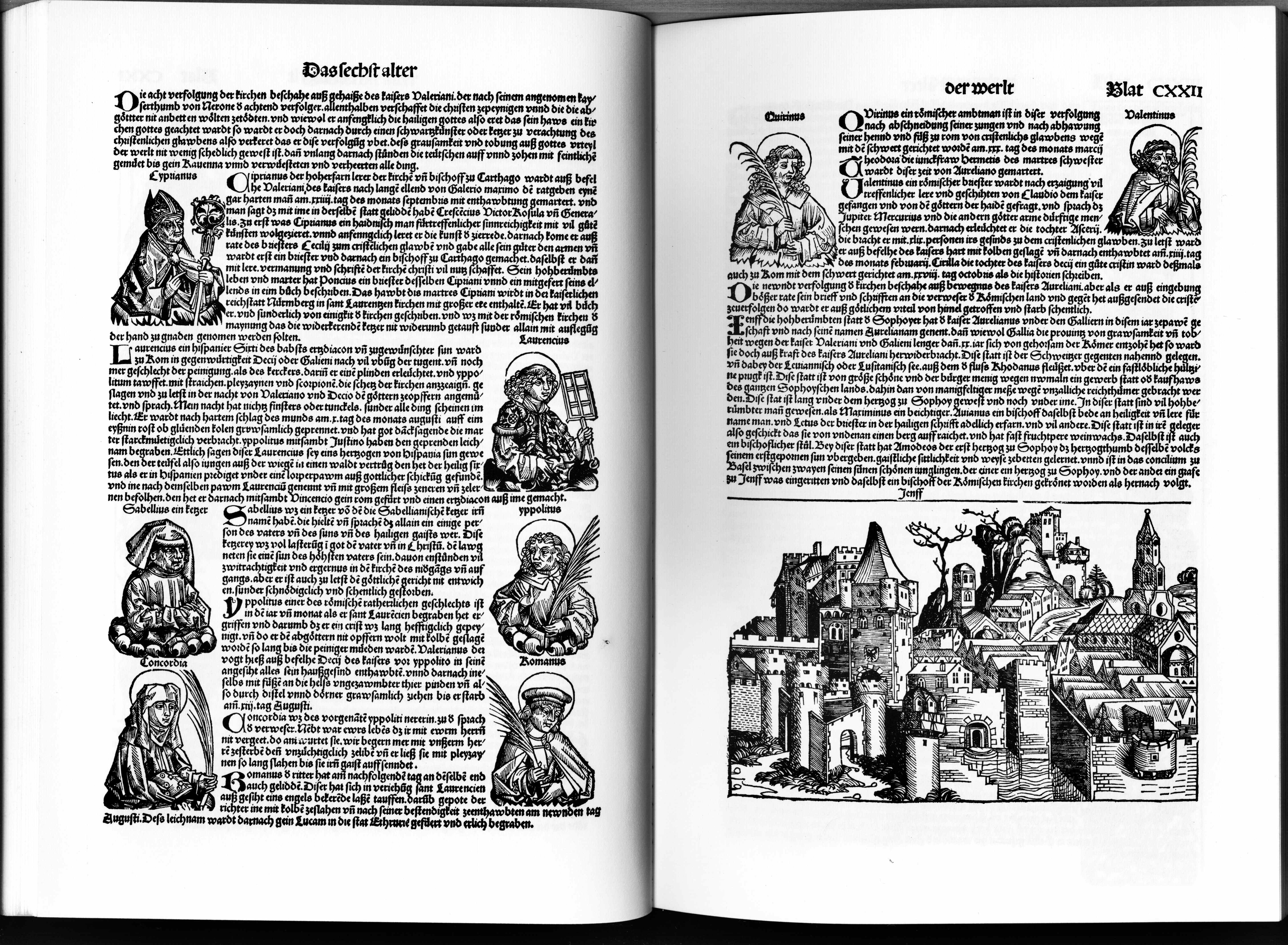
Edició abans d'acolorir

L'autor del text, Hartmann Schedel, era doctor en medicina, humanista i col·leccionista de llibres. Havia obtingut el doctorat a la Universitat de Pàdua el 1466; després s'havia establit a Nuremberg per a practicar-la medecina i hi va començar la seva afició de col·leccionista de llibres. Segons un inventari fet el 1498, a la biblioteca de Schedel hi havia 370 manuscrits i 670 llibres impresos. L'autor va fer servir passatges d'obres de la literatura clàssica i medieval, procedents de la seva col·lecció personal, per a la composició del text de les Cròniques. Alguns passatges són còpies d'una altra crònica humanista, dita Supplementum Chronicarum de Jacob Philip Foresti de Bergamo. S'estima que aproximadament 90% del text procedeix de tractats sobre humanitats, ciència, filosofia i teologia, mentre que el 10% restant seria obra original de Schedel.
Nuremberg era una de les ciutats més grans de l'imperi el 1490, amb una població d'entre 45.000 i 50.000 habitants. El consell municipal era format per trenta-cinc famílies patrícies. El consell manejava tots els aspectes relatius a l'edició de llibres i manufactures, fins i tot quantes persones podien dedicar-se a cada ofici i la qualitat, així com la quantitat i els tipus de béns produïts a la ciutat. Malgrat dominada per una aristocràcia conservadora, Nuremberg era el centre de l'humanisme al nord d'Europa. Anton Koberger, editor de les Cròniques, havia publicat el 1472 el primer llibre humanista de Nuremberg. Sebald Schreyer, un dels promotors del llibre, era també el responsable del projecte per a guarnir amb imatges de la mitologia clàssica la sala gran de la Casa de la Vila. Hieronymus Münzer, col·laborador de Schedel en matèria de geografia, era també un humanista. Altres ciutadans destacats de Nuremberg en aquell moment eren Albrecht Dürer i Willibald Pirckheimer.

## Edició

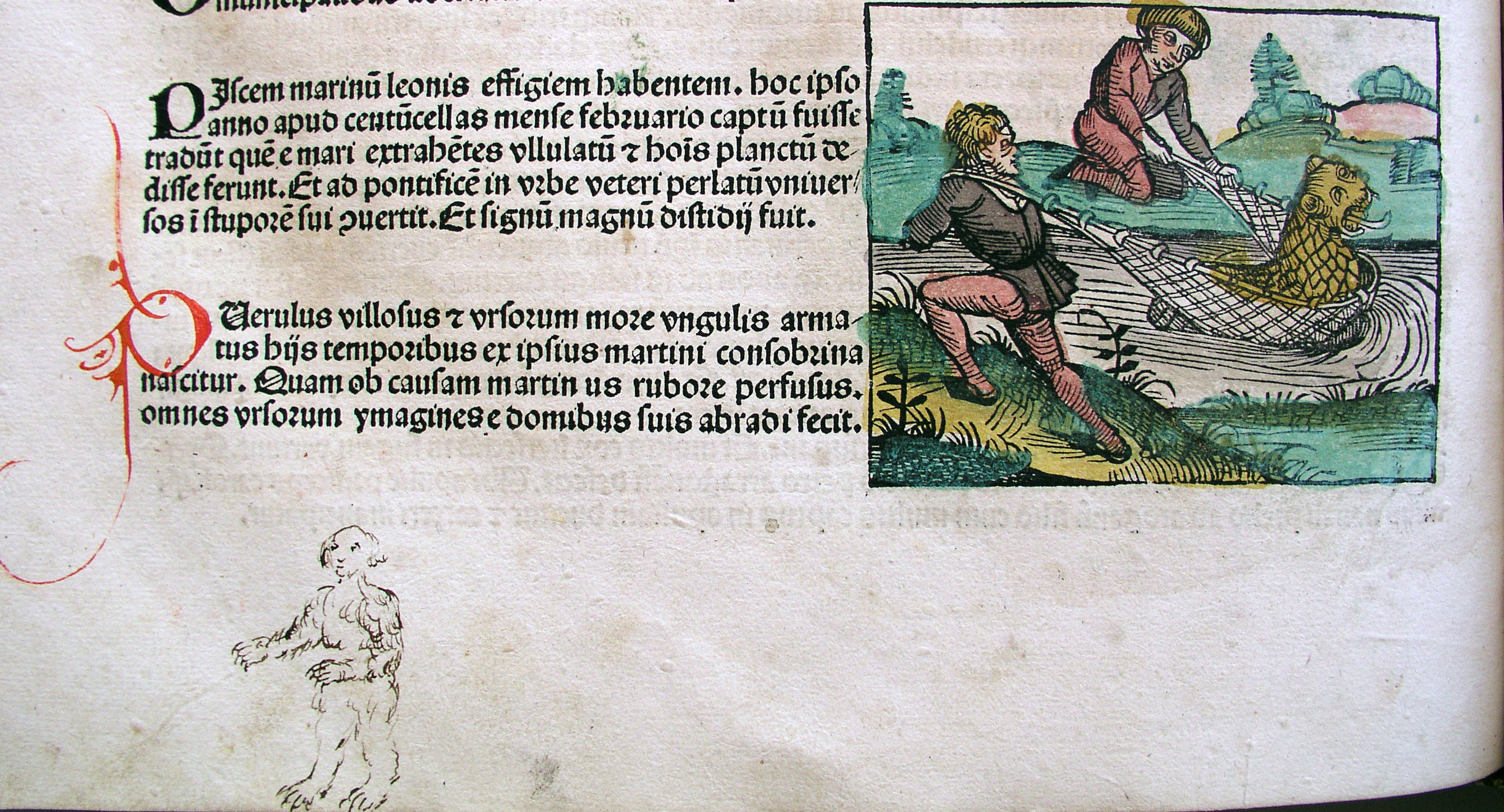
Pesca d'una escórpora: petita il·lustració miniatura d'una còpia en llatí. Cal destacar la lletra majúscula, que és feta amb tinta roja i el dibuix al marge inferior, fet per un comprador del llibre

Les Cròniques van aparèixer primer en llatí el 12 de juliol de 1493 a Nuremberg. Aviat va venir la versió en alemany, el 23 de desembre de 1493. Es calcula que es van fer entre 1.400 i 1.500 còpies en llatí i entre 700 i 1.000 en alemany. Un document del 1509 diu que en romania per vendre 549 en llatí i 60 en alemany. Prop de 400 en llatí i unes 300 en alemany s'han conservat fins als nostres dies. Les imatges més grans es venien a banda, sovint acolorides a mà amb aquarel·les. La color en alguns casos s'afegia més tard i algunes còpies són estripades perquè els seus propietaris havien retallat les imatges per a vendre-les.
Anton Koberger n'era a la vegada l'editor i l'impressor, i era padrí d'Albrecht Dürer. Havia començat essent argenter fins que va muntar l'estamperia i finalment va reeixir tan bé en aquest un negoci que posseïa fins a 24 màquines d'imprimir i va obrir sucursals en altres ciutats, com ara Lió o Budapest.

## Contingut

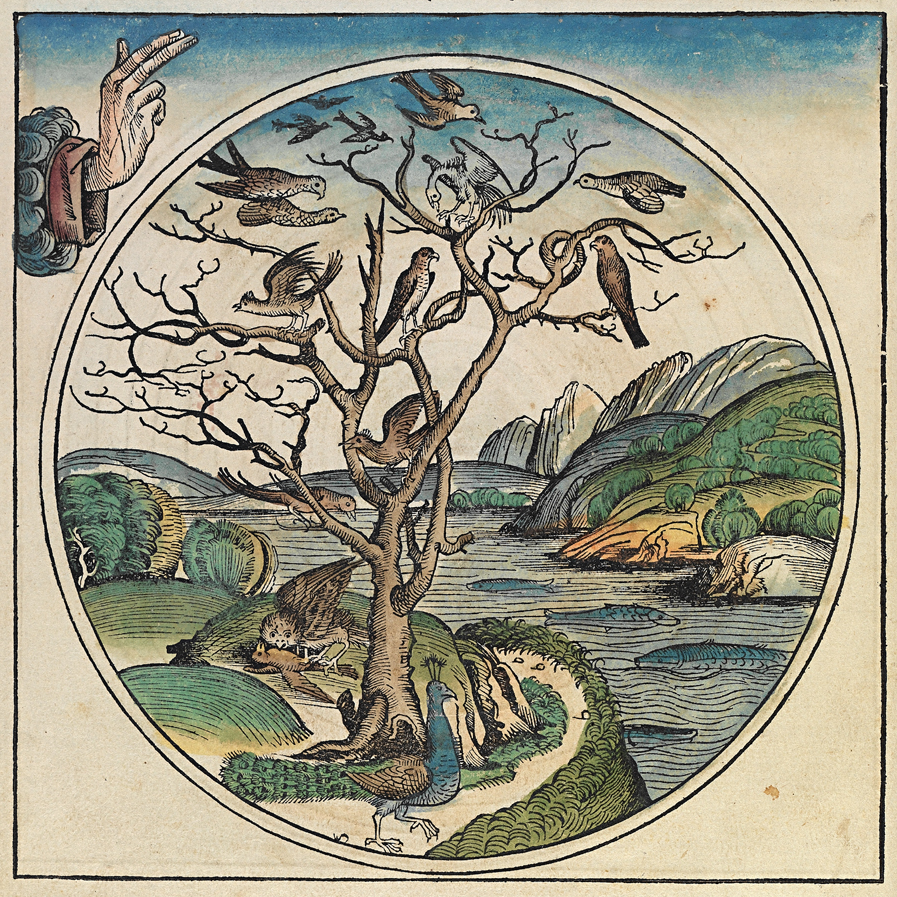
El cinquè dia

Les Cròniques són dividides en set "edats" o etapes de la història de la humanitat:
- Primera edat: de la creació fins al diluvi universal
- Segona edat: fins a la naixença d'Abraham
- Tercera edat: fins al rei David
- Quarta edat: fins al captiveri babiloni del poble jueu
- Cinquena edat: fins al naixement de Jesús de Natzaret
- Sisena edat: és la part més llarga i abasta fins a l'època de la publicació del llibre
- Setena edat: mirada cap al que serà la fi del món i el judici final

## Il·lustracions

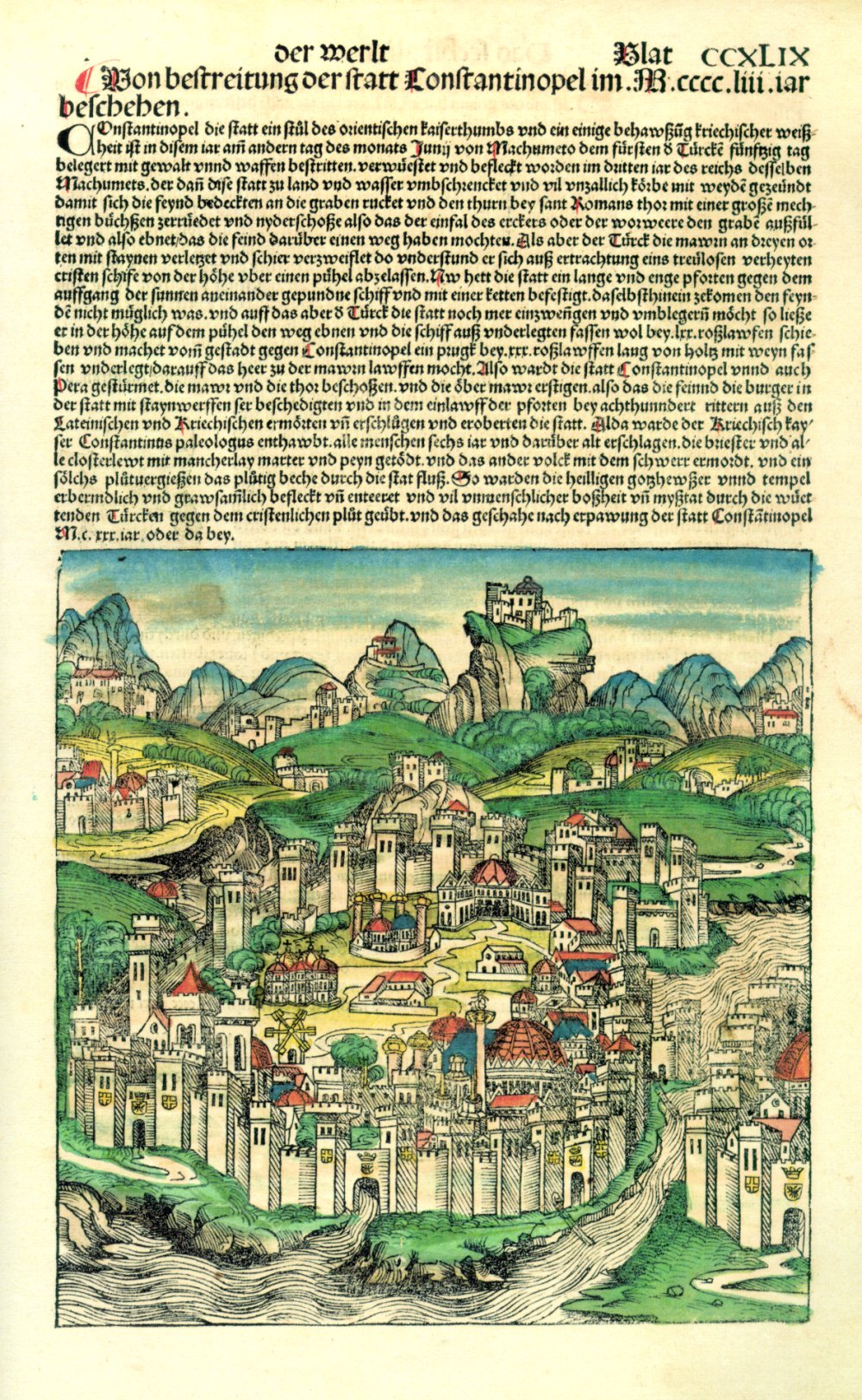
Constantinoble, dibuix amb coloració a mà

Michael Wolgemut, l'artista principal, va fer un treball sense precedents elaborant 1.809 xilografies. Sebastian Kammermeister i Sebald Schreyer van finançar les imatges segons el contracte del març de 1492, baldament la preparació el va tenir enfeinat durant diversos anys. Wolgemut i el seu fill adoptiu Wilhelm Pleydenwurff van ser els primers a participar en el projecte, hi van treballar entre 1487 i 1488, i un altre contracte del 29 de desembre de 1491 els va encarregar dels patrons per a les il·lustracions.
Albrecht Dürer era un aprenent sota les ordres de Wolgemut i hi va col·laborar entre 1486 i 1489. És possible que fos l'encarregat de tallar les peces de fusta sobre les quals es feien less gravadures.
Com en altres llibres de la mateixa època, moltes gravadures són sobre ciutats, batalles o reis repetits en altres llibres amb el sol canvi de l'etiqueta al peu de la imatge. Les pàgines mesuren uns 342 x 500 mm. Tan sols la ciutat de Nuremberg té un format de doble pàgina i sense text. La il·lustració de la ciutat de Venècia és una adaptació d'una altra gravadura del 1486, obra d'Erhard Reuwich, procedent d'un llibre de viatges titulat Sanctae Perigrinationes. La vista panoràmica de Florència era també una adaptació d'una gravadura de Francesco Rosselli.

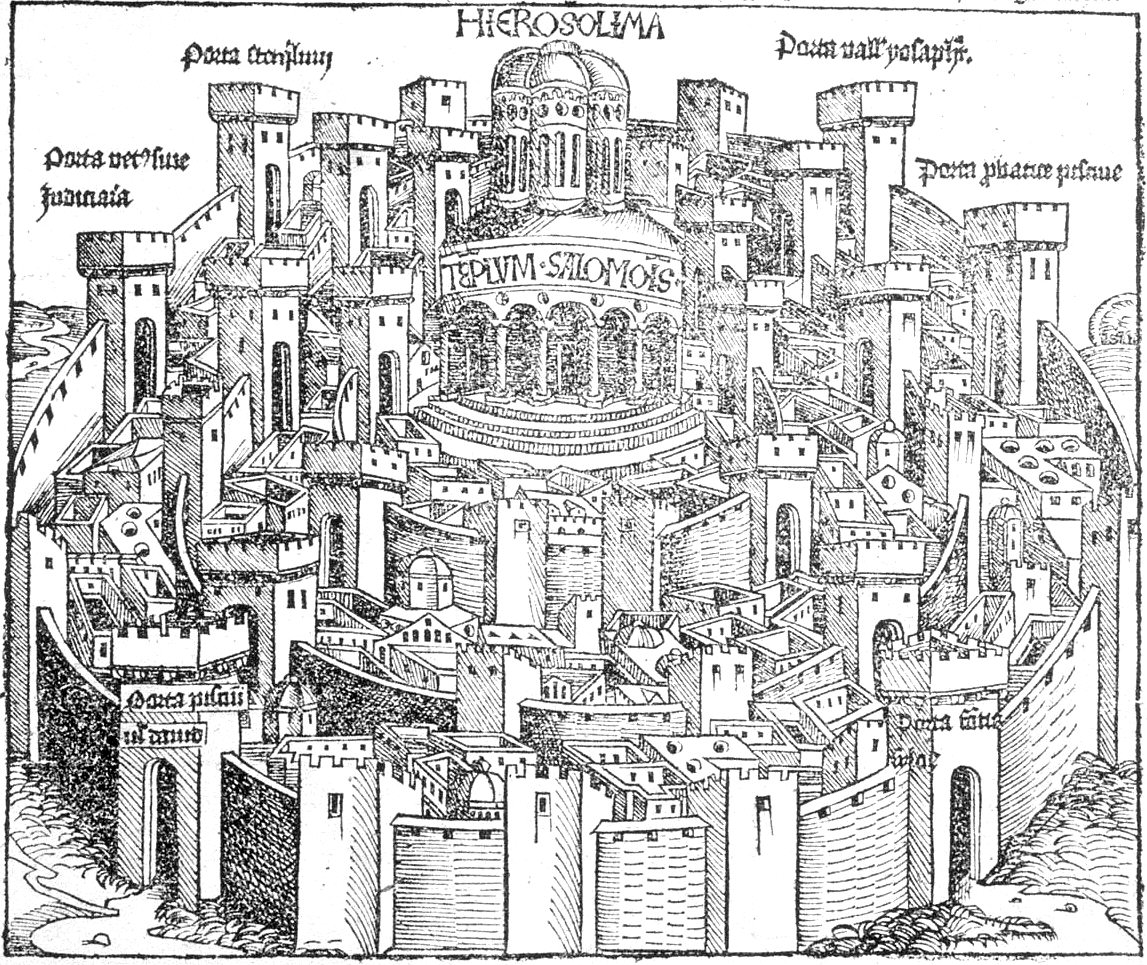
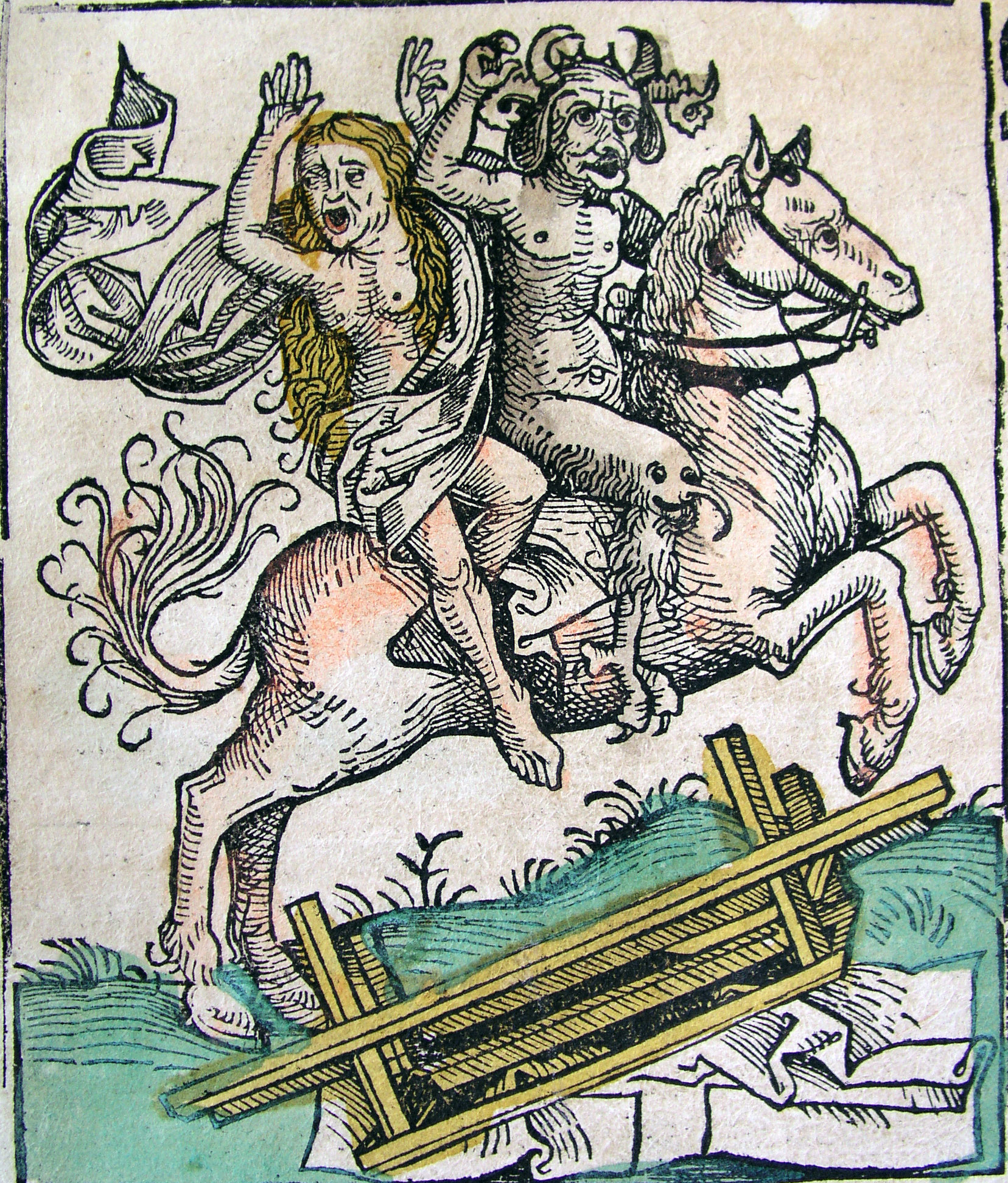
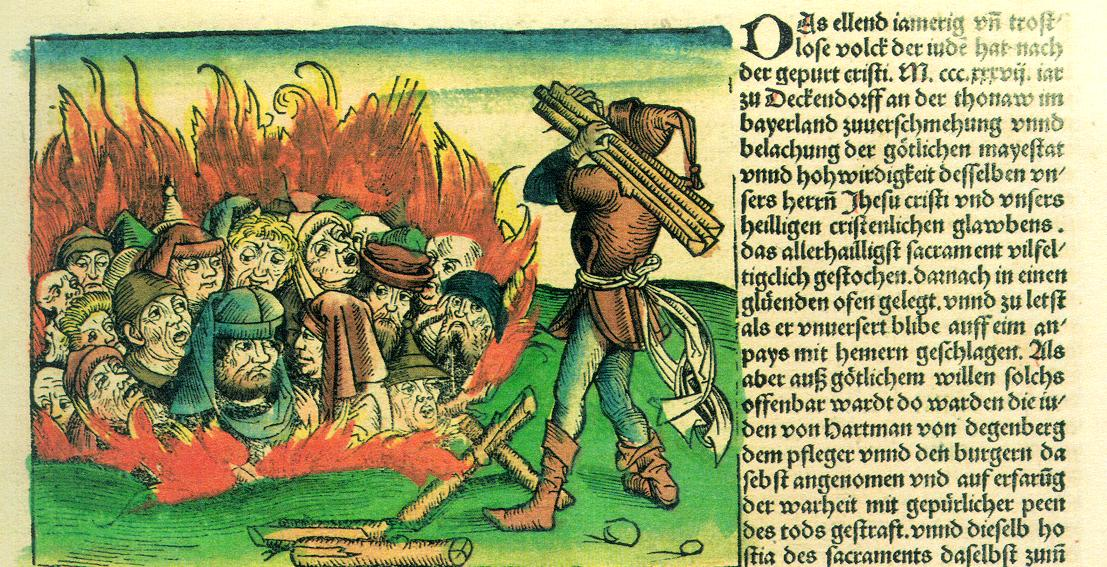
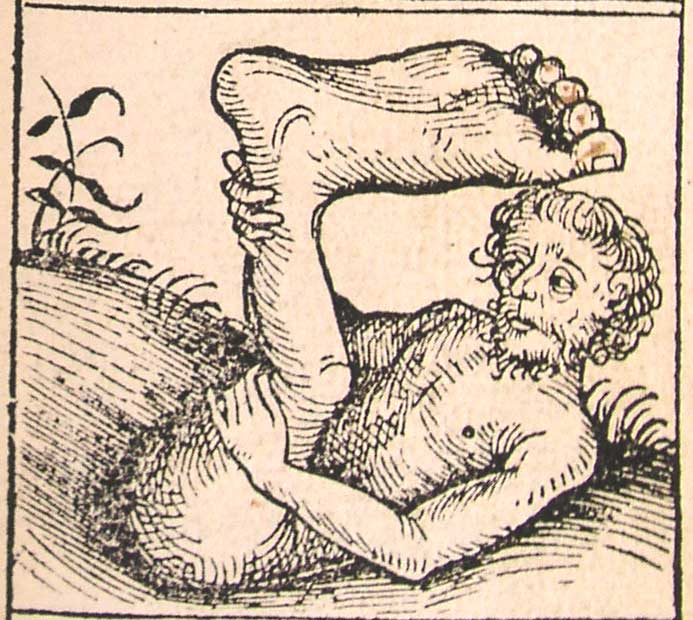

L'edició és molt acurada; les seves xilografies són de gran valor artística i el seu contingut és educatiu i moralitzant.